# غنباش
غِنْبَاش (الاسم العلمي: Blapstinus)، جنس حشرات خنفسية من الظلاميات. هناك أكثر من 100 نوع موصوف في غنباش

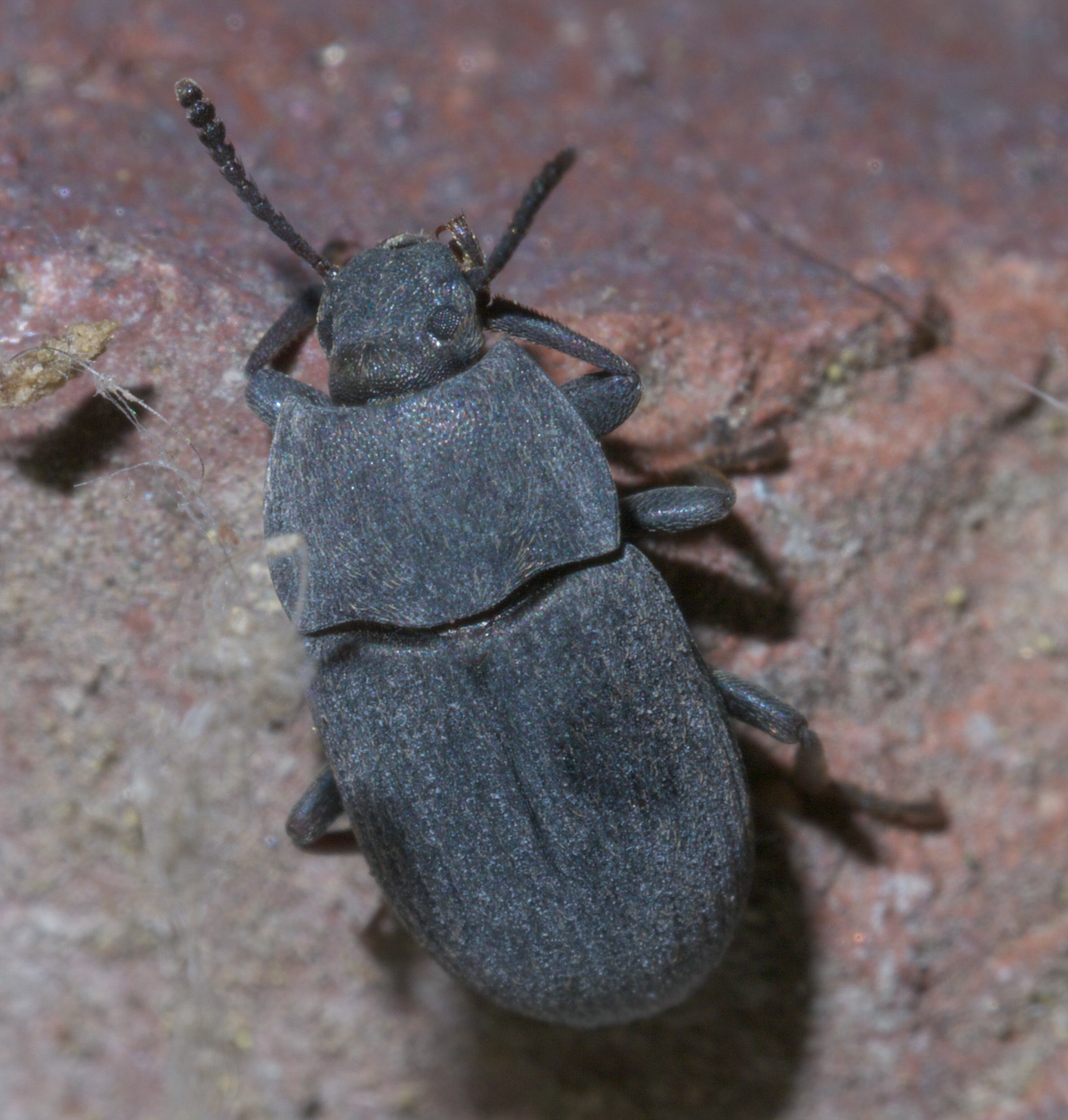

.

## للاستزادة
- Lobl، I.؛ Smetana، A.، المحررون (2013). Catalogue of Palaearctic Coleoptera, Volume 5: Tenebrionoidea. Apollo Books. ISBN:978-90-04-26090-0.